# Regalskeppet Vasa
Vasa, også kaldet Wasa, Wasan og Wasen, er et svensk orlogsskib, der på grund af en konstruktionsfejl i skroget kæntrede og sank i Stockholms havn på sin jomfrurejse den 10. august 1628. Skibet blev genfundet i 1956 og bjærget den 24. april 1961. Regalskeppet Vasa er et af de bedst bevarede skibsfund fra tiden og kan ses på Vasamuseet i Stockholm.

## Forhistorien
I begyndelsen af 1620'erne befandt Sverige sig i en vanskelig udenrigspolitisk situation.
Gustav 2. Adolf af Sverige havde været konge i godt 10 år. Da han i 1611 blot 17 år gammel besteg den svenske trone, arvede han ikke bare titlen som konge efter Karl 9. af Sverige, men også tre krige: en angrebskrig mod Rusland, Kalmarkrigen mod Danmark og en forsvarskrig mod Polen.
Krigene mod Rusland og Polen handlede om Østersøen, som Sverige ønskede at kontrollere. Krigen mod Polen havde også et andet aspekt: den polske konge Sigismund 3. Vasa var i 1599 blevet afsat fra den svenske trone, men betragtede sig stadig som Sveriges retmæssige regent. Krigen mod Danmark drejede sig bl.a. om Danmarks monopol på handelen med Rusland. Med Freden i Knäred i 1613 fik Sverige fred med Danmark og i 1617 fulgtes den af Freden i Stolbova, og krigen mod Rusland var også slut.
Men Gustav 2. Adolf manglede at finde en løsning på krigen mod Polen. Den svenske flåde var i en meget dårlig stand. Den bestod hovedsageligt af ældre og dårligt vedligeholdte skibe. Samtidigt kunne svenskerne uroligt følge udviklingen af Trediveårskrigen i Tyskland. Ud fra et protestantisk synspunkt gik den ikke særligt godt.
Den svenske konges intentioner om et svensk stormagtsrige krævede kontrol over Østersøen, og Gustav 2. Adolf besluttede at opruste den svenske flåde for at styrke sin position i regionen. I 1620 begyndte denne oprustning, og i 1625 havde han bygget 25 nye fartøjer.

## Skibet bygges
Den 16. januar 1625 bestilte Gustav 2. Adolf yderligere fire nye skibe, to større og to mindre. Vasa skulle være et af de større, og meningen var, at det skulle blive det mest pragtfulde og kraftige krigsskib, som fandtes.
Navnet Vasa kommer fra Vasa-slægtens våbensymbol, som er et neg – en vase på svensk. At det var et Regalskepp, betød, at det hørte til den største type af sejldrevne krigsskibe, og fik sit navn enten efter kronregalierne eller andre kongelige symboler.
Det andet af de større skibe fik navnet Tre Kronor.
I løbet af 1625 blev mere end 1.000 egetræer fældet til brug for Vasa. Skovhuggere gik rundt i Sörmland med skabeloner til forskellige detaljer i skibet og udvalgte træerne. Tømmeret blev fragtet til Skeppsgården, det nuværende Blasieholmen, som var to øer, der var flådens skibsværft i Stockholm.
Bygningen af Vasa begyndte i foråret 1626. Skibsbyggermesteren var Henrik Hybertsson, en erfaren skibsbygger fra Holland. Egentlige arbejdstegninger, som vi kender i dag, brugte han ikke. I stedet tog han bestik i bestemte proportioner, som erfaringsmæssigt gav et skib gode egenskaber. Det bestik, han benyttede til Vasa, var tilpasset skibe med ét kanondæk, men den svenske konge havde beordret to, hvilket ville skabe en frygtindgydende krigsmaskine.
Fartøjet skulle have 64 kanoner støbt i bronze. De 48 skulle være ekstra tunge 24-punds kanoner, fordelt på de to kanondæk. Det var et mægtigt skib. Det var 69 meter langt inkl. bovspryddet, knap 12 meter bredt og godt 52 meter højt fra køl til mastetop. Det stak 4,8 meter. Skibet skulle rumme 145 matroser og andet mandskab samt 300 soldater udrustet til kamp. Der skulle 10 sejl med en overflade på i alt 1.275 m² til at drive det fremad. Agterspejlet rejste sig 20 meter over havet og er den dag i dag et imponerende syn på Vasamuseet.
Vasa blev søsat i 1627 og lå klart til afgang ved slottet Tre Kronor i 1628. Den svenske flådes chef, viceadmiral Klas Fleming, havde ladet skibet udruste og gennemgå et antal prøver, der skulle fastslå dets sødygtighed. En var at teste skibets stabilitet. 30 mand løb tre gange fra den ene side af skibet til den anden, men skibet krængede så meget, at Klas Fleming valgte at afbryde den prøve.

## Forliset
På trods af den afbrudte stabilitetstest letter Vasa anker søndag den 10. august 1628 under ledelse af kaptajn Söfring Hansson for at sejle ud fra Stockholm. Fire sejl sættes, og skibet skyder salut med to skud. Vinden er svag, og Vasa glider langsomt langs med Skeppsbron og roligt ud langs med klipperne på Södermalm.
Jomfrurejsen var et tilløbsstykke. Mange af Stockholms indbyggere havde valgt at benytte søndagen til at beskue dette mægtige skib, og blandt dem var flere udenlandske ambassadører. Der var lagt op til en manifestation af svensk magt og vælde.
En let brise bringer Vasa på linje med Tegelviken, og katastrofen indtræffer. Skibet krænger til den ene side, men retter sig op igen. Derefter krænger det endnu engang. Kanonportene på det nederste dæk står åbne. Vandet fosser ind, og Vasa kæntrer. Vasa synker ud for Beckholmen ved Djurgården.
Vasas jomfrurejse havde varet i 20 minutter, og det nåede kun at tilbagelægge ca. 1 sømil – godt 1.800 meter. Trods nærheden til land omkom mellem 30 og 50 personer ved forliset. Der er fundet 25 skeletter siden bjærgningen i 1961.
Vanddybden var blot 30 meter, hvor Vasa sank og masterne brød derfor længe havoverfladen ved havaripladsen. Stormasten skal have været synlig helt op i Karl 12. regeringstid i 1700-tallet. I lang tid skal det også at have været synligt på bunden på grund af de mange forgyldte skulpturer, der prydede det.
Det antages at skibet havde ca. 200 personer om bord ved forliset. Det var på vej til Älvsnabben i Stockholms sydlige skærgård for at tage 300 soldater om bord. Vasa skulle derefter være sejlet til Danzig sammen med en eskadre på ti skibe, for at blokere en flodmunding i krigen mod Polen.
Bjærgning af effekter fra vraget begyndte tidligt. Kanonerne var det mest værdifulde, og i midten af 1600-tallet blev 61 af skibets 64 kanoner bjærget med hjælp af en nye opfindelse, dykkerklokken.
Da Vasa forliste, befandt Gustav 2. Adolf sig på slagmarken i den polske del af Preussen. Først efter to uger nåede nyheden om katastrofen ham, og han forlangte straks, at de ansvarlige for forliset skulle findes og straffes. Skibets officerer og skibsbyggere blev kaldt til forhør på Stockholms slot, men ingen blev straffet.
Kongen selv havde jo godkendt Vasas mål, hvorfor det ikke var muligt at placere et endeligt ansvar. Flere involverede blev stillet for retten, men ingen blev kendt skyldig til forliset, og langsomt gled Vasa derefter ud af svenskernes bevidsthed. En glemsel, der skulle vare i 333 år.

## Årsager til forliset
Der er delte meninger om årsagen til forliset, og om hvor ansvaret skal placeres.
Der er udbredt enighed om, at Vasa ikke havde en afprøvet konstruktion. Skibet var på kongens ordre udstyret med et ekstra kanondæk og var tungere end tidligere skibe. Men dets ydre passede til et fartøj med kun ét dæk. Ballasten og kanondækkenes højde var ikke tilpasset ændringen.
Hvis de nederste kanonporte havde været lukkede ved afrejsen, kunne katastrofen måske have været undgået, og problemet med stabiliteten ville være afsløret, og skibet kunne være blevet bygget om. Men så havde man sandsynligvis ikke kendt skibet i dag.
En anden skibsbygger end Henrik Hybertsson havde muligvis kunnet forudse problemet, øget ballasten og gjort skibet højere og have undgået forliset. Desuden døde Henrik Hybertsson et år inden jomfrusejladsen, hvorefter hans bror og kompagnon Arendt Hybertsson de Groot færdiggjorde skibet i samarbejde med skibsbyggermesteren Hein Jakobsson.
Gustav 2. Adolf, Klas Fleming og Henrik Hybertsson er hver for sig sikkert medskyldige til forliset, men slap alle for at blive syndebuk. Forhørslederne konstaterede, at Vasa sandsynligvis var velbygget, men fejlproportioneret. Efter Vasa blev der bygget sødygtige skibe med både to og tre kanondæk, så om ikke andet havde forliset givet nye kundskaber.
Vasa blev også bygget i en tid, hvor måden at føre krig til søs var begyndt at ændre sig. 
Tidligere nærmede skibet sig fjenden, affyrede nogle bredsider og søgte at borde fjendens skibe – derfor de 300 soldater, der skulle skyde vildt mod fjendens besætning. 
Nu i 1650'erne skulle linjeskibstaktikken overtage helt. Den gik ud på, at de to fjendtlige flåder lagde sig på linje, og beskød hinanden på afstand. Linjeskibstaktikken havde til formål at tildele fjenden mest mulig død og materiel ødelæggelse.
Regalskeppet Vasa er bygget midt i mellem disse krigstaktikker. Skibets 20 meter høje agterdæk er velegnet til at lade soldater skyde nedad mod lavere fartøjer, samtidigt som dets to kanondæk ville have gjort skibet særdeles effektivt i linjestrid, men det viste sig at være på bekostning af sødygtigheden.

## Udsmykningen og andre fund
Da Vasa dukkede op igen, var det kendt fra kilderne, at det drejede sig om et stort fartøj. Men da Sverige var et fattigt land, da det blev bygget, regnede alle med, at skibet ville være en skrabet udgave, udsprunget af krigens nød uden luksus og pral. Men Vasa viste sig at være ekstremt rigt udsmykket med rundt regnet 700 udskårne figurer. Der var et mylder af romerske krigere, løver, havfruer, forvredne gestalter og græske gudebilleder.
Figurerne var skåret i renæssance- og tidlig barokstil. Udsmykningen havde som formål at forherlige den svenske konge og Sverige og samtidigt håne Polen og Sveriges øvrige fjender. Inspirationen var hentet fra bibelen – især fra Det Gamle Testamente – og fra græsk- og romersk mytologi iblandet en forherligelse af den svenske historie og det svenske kongehus.
De mange udskårne figurer var fæstet på skroget med jernnagler. De rustede med tiden og figurerne faldt hurtigt af vraget, begravet og dermed bevaret i det iltfattige dynd på havbunden. Undersøgelser har vist, at skibets skulpturer var malede i stærke farver, og at Vasa var et imponerende og farvestrålende syn under sin første, men korte og eneste sejlads.
Siden bjærgningen i 1961 er der gjort mere end 26.000 fund med tilknytning til Vasa. Blandt dem er de seks sejl, der stadig lå sammenfoldedede i vraget og flere typer kanonkugler. Et af de mere specielle fund, var en lille statuette, der forestillede den finske OL-guldmedaljevinder Paavo Nurmi fra 1920'erne. Den udløste en heftig diskussion blandt svenske marinarkæologer om, hvordan statuetten kunne være endt i det gamle vrag. Det viste sig, at nogle finske studerende i Stockholm i dagene op til bjærgningen havde dykket ned til vraget og placeret statuetten.

## Bjærgningen
Efter vedholdende forskning og søgen fandt Anders Franzén en svensk marinetekniker og fritidsforsker Vasa den 25. august 1956. Neptunbolagets dykkere begyndte at spule seks tunneller under fartøjet i 1957. Gennem dem blev trukket stålkabler, som med hjælp fra to løftepontoner skulle trække skibet fri fra havbunden. Under det arbejde fandtes i 1958 en kanon ved vraget.
1961 kunne Vasa endelig bjærges – 333 år efter forliset. Og ligesom jomfrurejsen var også bjærgningen af Vasa et tilløbsstykke. Den skrevne presse, radio og fjernsyn fra hele verden var på plads, og SVT i Sverige sendte direkte tv-transmission. Der blev solgt usædvanlig mange fjernsyn i Sverige op til bjærgningen. Arbejdspladser holdt pause, og skolebørn skulkede. Alle ville se det historiske øjeblik.
Rundt om i Europa er mange andre skibe forlist gennem tiderne, men en af hovedårsagerne til Vasas helt unikke stand er, at det sank i forholdsvis saltfattigt vand. Der findes ikke pæleorm, som kan angribe vraget, og derfor er træet i en helt enestående god tilstand. Vasa blev holdt sammen med en kombination af jernbolte og store trænagler. Alt jern er rustet væk, men de mange trænagler gjorde, at skibet stort set kunne løftes op fra havbunden i ét stykke. Det imponerende agterspejl var holdt sammen med jernbolte, og da de hurtigt var tæret op af rust, endte det hurtigt på havbunden og blev bevaret godt i det iltfattige dynd.
Vasa blev i 1961 fragtet til en provisorisk plads, Vasavarvet, ved Djurgården, hvor det blev konserveret med fugt og gennem mange år overrislet og imprægneret med polyetylenglykol med forskellig molekylestørrelse. I 1979 sluttede overrislingen. I 1990 stod det nye Vasamuseet færdigt, hvor skibet er nu. Med tiden er flere dele af riggen blevet monteret.
Med bjærgningen af Vasa har vi fået et enestående indblik i datidens skibsbyggerkunst og måden at føre krig til søs.
Skibets høje alder har givet anledning til visse aktuelle konserveringsproblemer:
- Svovlsyredannelse på grund af for høj luftfugtighed
- Svovl som er indlagret i skibets tømmer på grund af vandforurening på forlisstedet reagerer med jern fra boltene som katalysator
- Stedvis svækkelse af skibsskroget, som bekæmpes med kemisk neutralisering og forstærket klimastyring

I 2003 oprettede Vasamuseets venskabsforening fonden Bevara Vasa, der har til formål at rejse midler til fortsat bevarelse af Regalskeppet Vasa. Protektor for fonden er den svenske konge Carl 16. Gustav, hvis farfar, Gustav 6. Adolf var protektor for selve bjærgningen af Vasa.